# Haplochernes buxtoni
Haplochernes buxtoni är en spindeldjursart som först beskrevs av Arndt Kästner 1927.  Haplochernes buxtoni ingår i släktet Haplochernes och familjen blindklokrypare. Inga underarter finns listade i Catalogue of Life.